# آلفرد ریدل
آلفرد ریدل (آلمانی: Alfred Riedl; ۲ نوامبر ۱۹۴۹ – ۸ سپتامبر ۲۰۲۰) بازیکن و مربی فوتبال اهل اتریش بود.
از باشگاه‌هایی که در آن بازی کرده است می‌توان به باشگاه فوتبال استاندارد لیژ، باشگاه فوتبال آدمیرا واکر مودلینگ، باشگاه فوتبال آستریا وین، باشگاه فوتبال متس، باشگاه فوتبال رویال آنتورپ، باشگاه فوتبال گراتس، و باشگاه فوتبال سنت ترویدنس اشاره کرد.
وی همچنین در تیم‌های ملی فوتبال زیر ۱۸ سال اتریش، زیر ۲۱ سال اتریش، و اتریش بازی کرده است.